# مالی ترنوواتس
مالی ترنوواتس (به صربی: Mali Trnovac) یک منطقهٔ مسکونی در صربستان است که در بوجانوواچ واقع شده‌است. مالی ترنوواتس ۷٫۰۴ کیلومتر مربع مساحت و ۳۴۳ نفر جمعیت دارد و ۶۰۷ متر بالاتر از سطح دریا واقع شده‌است.